# Кріс Джонстон
Кріс Джонстон (англ. Chris Johnstone; нар. 12 жовтня 1960) — колишній австралійський тенісист.
Найвищу одиночну позицію світового рейтингу — 70 місце досяг 5 липня 1982, парну — 114 місце — 3 січня 1983 року.
Здобув 1 парний титул.
Найвищим досягненням на турнірах Великого шолома було 3 коло в одиночному розряді.

## Фінали Гран-прі за кар'єру

### Одиночний розряд: 1 (0–1)
| Результат | W/L | Дата     | Турнір              | Покриття | Суперник   | Рахунок       |
| --------- | --- | -------- | ------------------- | -------- | ---------- | ------------- |
| Поразка   | 0–1 | Гру 1982 | Аделаїда, Австралія | Трава    | Майк Бауер | 6–4, 6–7, 2–6 |

### Парний розряд: 1 (1–0)
| Результат | W/L | Дата     | Турнір              | Покриття | Партнер | Суперники                  | Рахунок       |
| --------- | --- | -------- | ------------------- | -------- | ------- | -------------------------- | ------------- |
| Перемога  | 1–0 | Гру 1982 | Аделаїда, Австралія | Трава    | Пет Кеш | Бродерік Дайк Вейн Гемпсон | 6–3, 6–7, 7–6 |

## Титули на челленджерах

### Одиночний розряд: (2)
| Ранг | Рік  | Турнір                                              | Покриття | Суперник       | Рахунок  |
| ---- | ---- | --------------------------------------------------- | -------- | -------------- | -------- |
| 1.   | 1981 | Ессен, Федеративна Республіка Німеччина (1949—1990) | Ґрунт    | Андреас Маурер | 7–5, 7–6 |
| 2.   | 1981 | Брисбен, Австралія                                  | Трава    | Філ Дент       | 6–4, 6–4 |

### Парний розряд: (4)
| Ранг | Рік  | Турнір                         | Покриття | Партнер         | Суперники                       | Рахунок       |
| ---- | ---- | ------------------------------ | -------- | --------------- | ------------------------------- | ------------- |
| 1.   | 1981 | West Worthing, Велика Британія | Ґрунт    | Кріс Льюїс      | Рорі Шапелл Схалк ван дер Мерве | 6–2, 6–3      |
| 2.   | 1981 | Остенде, Бельгія               | Ґрунт    | Джон Фівер      | Кліфф Летчер Воррен Маер        | 6–4, 6–4      |
| 3.   | 1981 | Брисбен, Австралія             | Трава    | Крейг А. Міллер | Бред Дрюетт Воррен Маер         | 6–4, 7–5      |
| 4.   | 1983 | Перт, Австралія                | Трава    | Джон Бенсон     | Пітер Дуен Майкл Фанкатт        | 3–6, 6–4, 7–6 |